# 海洋女王號火車意外
海洋女王號火車意外發生在2004年12月26日，當時海洋女王號（英文：Queen of the Sea）列車正在斯里蘭卡沿岸地區行駛，中途被印度洋大地震引發的海嘯沖毀。

## 海嘯
海洋女王號是斯里蘭卡的定期火車班次，來往首都科倫坡和南部城市加勒（Galle）。 火車沿斯里蘭卡的海岸線行駛至塔爾沃塔（Telwatta）時，離岸邊大約有200米。這條路線大概是斯里蘭卡最著名的路線，尤其是在12月26日這個星期日，再加上是聖誕節假期，和佛教的滿月假期。當列車在當地時間早上7時30分在科倫坡出發時，車上載有約1,500名乘客，處於滿座狀態。
大約在9時30分時，列車駛至塔爾沃塔（Telwatta）時，當地村落帕拉利亞（Peraliya）的海灘突然間被第一波來自印尼的海嘯衝擊，當時列車因為被水包圍而立即停駛，而當地人認為列車於路軌上十分安全，所以都爬上了車頂避免被沖走。另外一些人站在列車後，希望列車能吸收海浪的力量。列車水浸時引起了乘客的恐慌，但下一波的海嘯超過6米高，把整列列車提起，把列車撞向路軌旁的樹上和房屋，把所有正尋找地方避難的人沖走。八列車廂都滿載乘客，令車門不能開啟，當列車注滿水時，把車上幾乎所有乘客淹死，後來海嘯再幾次沖擊列車殘骸。

## 死傷者
由於意外規模龐大，當局完全無辦法應付這次意外，而救援服務和軍方又被眾多意外弄得手忙腳亂，令救援工作不能即時進行。事實上，斯里蘭卡政府在事發後幾個小時都無法確定列車位置，直至列車露出水中。而當地的救援服務又陷於癱瘓，要很長時間才展開救援工作。有相當多的重傷者於當日就是在列車上死去，而一星期後仍有很多屍體未被發現。一些家庭於意外地點附近聚集，尋找他們的親屬，包括列車車長的妻子，她當時就說：
無人在幫我們，我要獨自尋找他的遺體。我走進列車的車長室，車長的哥哥用雙手把他的遺體搬出來，並且由我們自己的交通工具把遺體運回科倫坡。

Nobody helped us. I had to find his body myself. I went inside the engine driver's compartment. His brother carried the body with his bare hands and we brought it to Colombo in our vehicle.
根據斯里蘭卡當局的說法，只有少數乘客生還，死亡人數最少有1,700人，甚至有可能超過2,000人。現時只能找到900具屍體，其餘的都被沖到海中，或被其親友提走。帕拉利亞也被沖毀，當地有數以百計的人死亡，不少是走上列車避難的人，和當地的建築物。超過200具屍體無法辨認或無人認領，三天後以佛教儀式於損毀的鐵軌附近集體埋葬。

## 事後
事後，很多當地人認為認為如果列車繼續駛向高地的話，就不會造成重大傷亡。他們並形容列車留在當地就像「詛咒他們」一樣。不過，一些人歡迎當局計劃把列車殘骸留下來紀念41,000個於斯里蘭卡死去的人。一年後，重建工作開始，而路軌也已重修，現時仍服務來往首都科倫坡和南部城市加勒的定期火車班次，和起用當日生還的員工。這時，斯里蘭卡其他村落則抱怨當局特別厚待帕拉利亞，沿岸仍有很多地方被忽略。
這次事件是有史以來最嚴重的火車意外，超越了在1981年於印度發生的比哈爾火車意外，當時火車駛至一條橋時出軌並跌進河中，造成約800人死亡。

## 外部連結
- 英國廣播公司（BBC）報導（页面存档备份，存于）
- 今日美國（USA Today）報導 （页面存档备份，存于）
- Traveler's 報導（页面存档备份，存于）
- BBC 在事件一週年時的特別報導（页面存档备份，存于）
- abooda.com 報導